# Dena de Coll y Moll

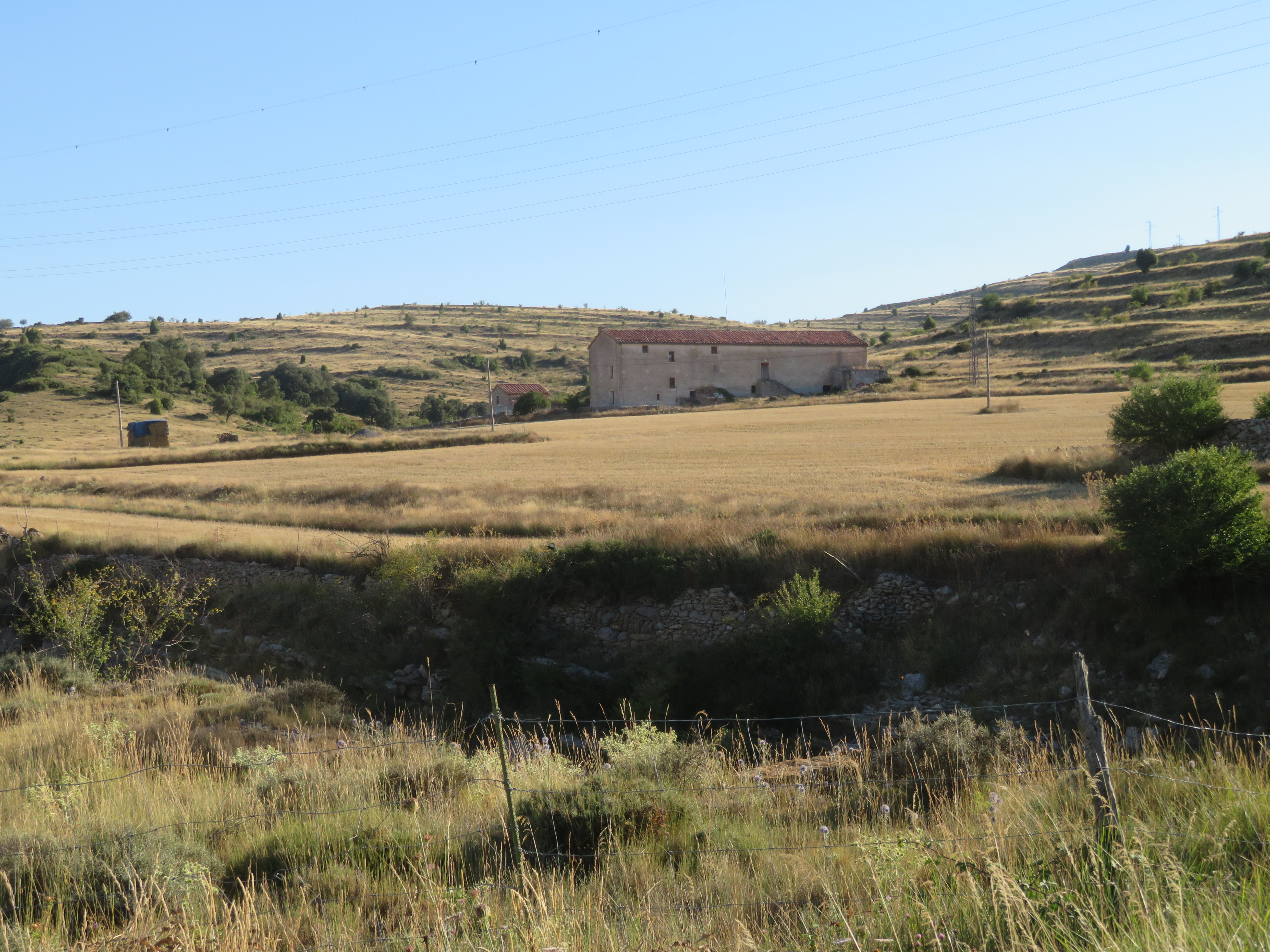
Mas de la Lloma, en la Dena de Coll i Moll

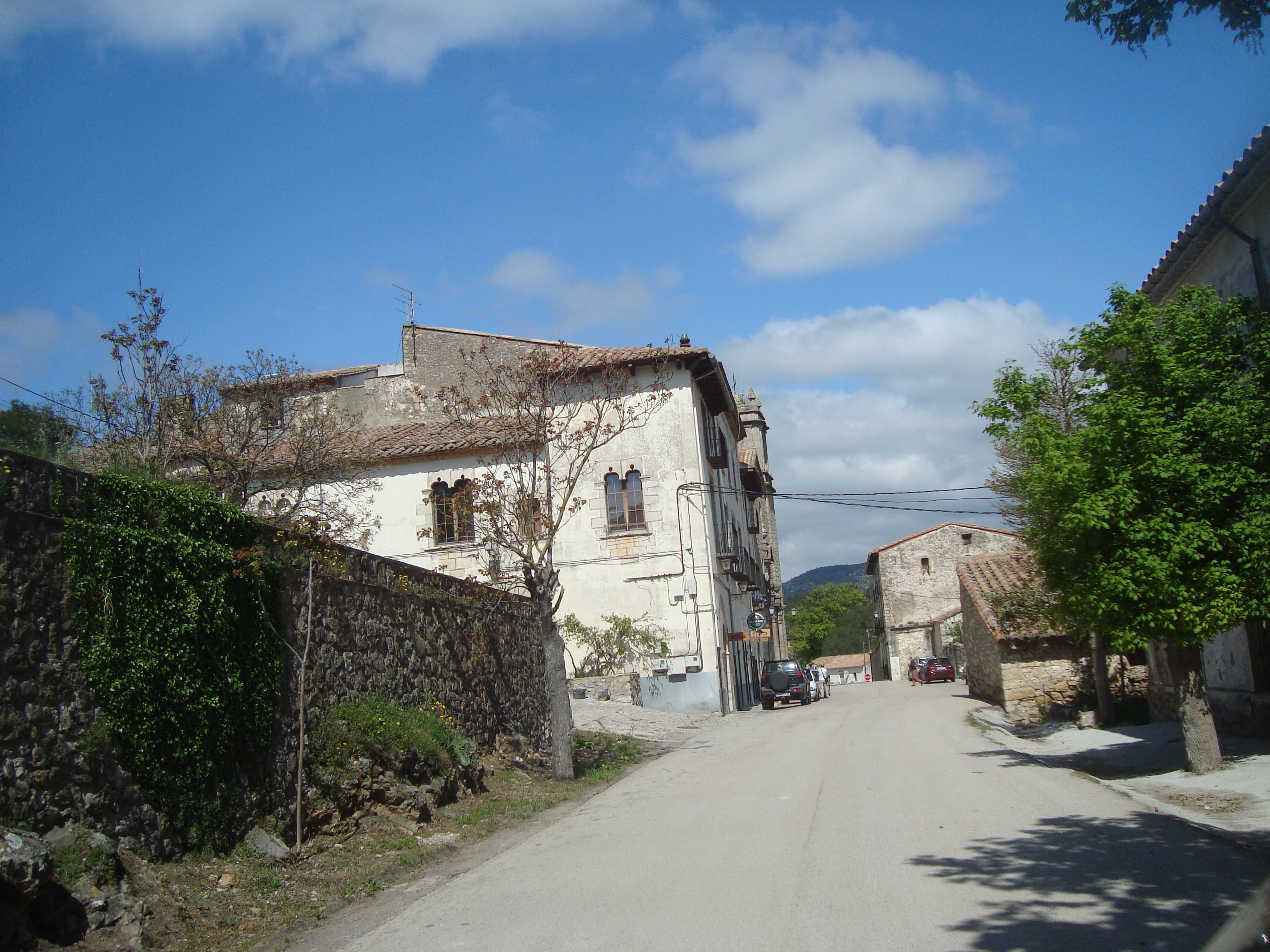
La Vallivana, Dena de Coll y Moll

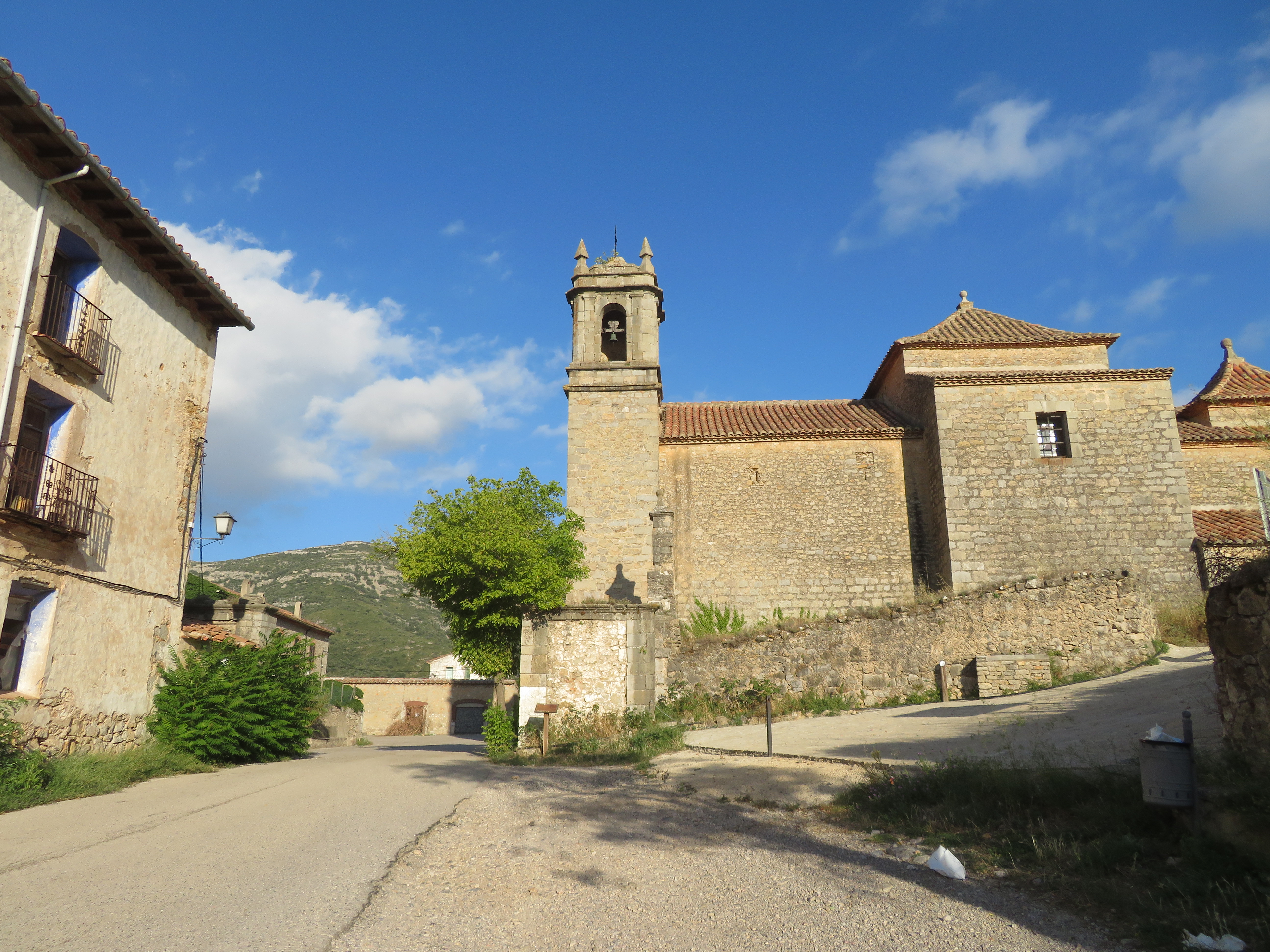
Santuario de Nuestra Señora de Vallivana (Dena de Coll y Moll, Morella)

El Coll i Moll es una dena del municipio de Morella (Los Puertos, Comunidad Valenciana, España), situada al sudeste del término. La Casa Gran (declarada Bien de Interés Cultural - BIC), que forma parte de un conjunto de cuatro masías situadas en el Moll, hace las funciones de capital de la dena.
Sus límites son los siguientes: al norte la Dena Segunda del Río y la Dena de la Roca; al sur, el término de Catí (Alto Maestrazgo) y la Dena de Muixacre; al este, los términos de Catí y de Chert (Bajo Maestrazgo); y al oeste, la dena de la Vespa i en la zona sudoeste la Dena dels Llivis.
El lugar de Vallivana se encuentra dentro de sus límites y es conocido por albergar el santuario de la patrona de Morella, la Virgen de Vallivana.
En 2009 contaba con 65 habitantes, diseminados por las distintas masías de la dena:

## Masías
| - Mas de Casa Gran (capital) - Mas d'Agustino - Mas de Blai Adell - Mas de Calvo - Mas de Casa Martí - Mas de Casa Martí Moll - Mas de Portalet - Mas del Colomer - Mas del Coll - Mas del Dolço - Mas d'en Ros - Mas de Ferrer | - Mas de Franxo - Mas de Garcia - Mas de Gasparo - Mas de la Gasulla - Mas del Hostal la Lloma - Mas de la Lloma Nova - Mas de la Masa - Mas de la Masiana - Mas de Molins - Mas de Nadal - Mas del Noto - Mas de Querol | - Mas Segura de la Serra - Venta del Sombrero - Mas Torre Escuela - Mas Torre Gargallo - Mas Torre Gasparo - Mas la Torreta - Mas dels Tous - Mas del Valent - Llogaret de Vallivana - Maset del Vent - Mas de Vicent |